# Jean-Pierre Barillet-Deschamps
Jean-Pierre Barillet-Deschamps ( 1824-1873) foi um jardineiro e paisagista francês. 

## Biografia

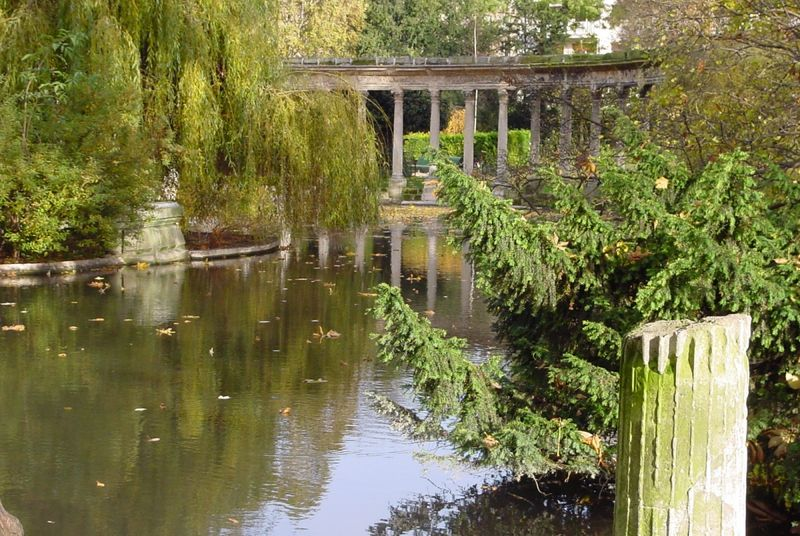
Parte do parque Monceau, projetado por Barillet-Deschamps

Fillho de jardineiro, tornou-se em 1841 "monitor" de jardinagem, formado na escola de contramestres  "La Paternelle" , primeira colônia agrícola penitenciária fundada em  Mettray, perto de  Tours, em junho de 1839, pelo visconde de Bretignières de Courteilles e Frédéric-Auguste Demetz. 
Barillet-Deschamps fundou uma empresa de horticultura em  Bordeaux.  Foi chamado à Paris pelo prefeito Georges Eugène Haussmann para participar, sob a direção do engenheiro  Jean-Charles Alphand , e com o título de jardineiro-chefe do "Serviço dos Passeios e Plantações da Cidade de Paris", para modificar o paisagismo da capital francesa. Este projeto contava com a participação de profissionais de alto nível como  Victor Baltard, Gabriel Davioud, Jacques Hittorff e outros.  Barillet-Deschamps redesenhou o  bosque de Bolonha e o  Bosque de Vincennes, e mais tarde criou o  jardim de Luxemburgo, o parque Monceau,  o  parque dos Buttes-Chaumont e o parque Montsouris. Em  Lille projetou o  jardim Vauban, e em Roubaix o parque Barbieux. 
Criou a "Casa do Arquiteto Paisagista", abriu um viveiro e um jardim em La Muette, e iniciou uma carreira internacional: foi chamado para trabalhar em  Marselha,  em Hyères, em Milão, em Turim, na Bélgica, na Áustria, na Prússia e no Cairo.  Voltou em 1870 e trabalhou até 1875, data em que contraiu uma doença pulmonar que o matou com  cinqüenta anos de idade.
Sua obra inaugurou um tipo de jardim que foi  inspirado nos jardins ingleses, com gramados ondulados e com jardins e lagos sinuosos.  A riqueza e o exotismo da decoração vegetal e do mobiliário confirmam a modernidade e a prosperidade do Segundo Império Francês.  Barillet-Deschamps foi muitas vezes acusado pela repetição de estilo, algumas vezes qualificado como eclético, outras por descaracterizar  o estilo  jardim inglês, e por não levar em conta as particularidades locais. No entanto, a obra de Barillet-Deschamps na França e no exterior, que  serviu de modelo e às vezes de contra-modelo, caracterizou a arte dos jardins do século XIX e imprimiu  a sua marca século XX.